# Museo Litoral Boliviano
El Museo Litoral Boliviano es un museo dedicado a la guerra del Pacífico, en la cual Bolivia perdió sus costas sobre el océano , y al héroe de esa guerra, el Coronel Eduardo Abaroa. El Museo fue fundado el 17 de julio de 1978 y es parte de la red municipal de museos de La Paz.
El inmueble en el que funciona el museo es parte del patrimonio cultural boliviano y tiene la catalogación de Monumento. Cuenta con cuatro ambientes donde se exhiben fotografías de los puertos del Pacífico que fueron perdidos en la guerra,  personajes de la guerra, así como armas, estandartes y objetos rescatados del enfrentamiento.

## Ubicación
El museo se encuentra en la Ciudad de La Paz,  en la calle Apolinar Jaén N.º 789.

## Historia
En este museo, creado con fines didácticos para la toma de conciencia de la juventud, se conservan documentos, gráficas y audiovisual; mapas y banderas de la Guerra del Pacífico, que privó a Bolivia de su costa marítima. Algunos de los personajes cuyas vidas se rememoran en el museo son:
Ignacia Zeballos
Fundadora de la Cruz Roja Boliviana, digna representante de la mujer boliviana, actuó valerosamente como sanitaria y combatió en la Guerra del alto de la Alianza en el Batallón Colorados de Bolivia. Fue llamada “Madre del soldado”.
Ladislao Cabrera
Durante la invasión chilena que provocó la Guerra del Pacífico en 1879, fue máxima autoridad de Calama, organizó la defensa del territorio, y combatió con 133 bolivianos contra 1400 chilenos. En la junta en la que estuvieron presentes el coronel Gaspar Jurado, el coronel Severino Zapata y los ciudadanos Eduardo Abaroa y Fidel Lara, negó la rendición boliviana ante Chile. Producida la derrota se retiró a La Paz con algunos sobrevivientes. En 1881 ocupó la presidencia de la República interinamente.
Eduardo Abaroa
Héroe civil de la Guerra del Pacífico, resguardó con 12 rifleros el puente Topáter sobre el río Loa. Tras contener tres ataques sucesivos, antes de ser acribillado pronunció su histórica imprecación: «¿Rendirme yo? ¡Que se rinda su abuela, carajo!».